# Goopy Gyne Bagha Byne
Goopy Gyne Bagha Byne è un film del 1968 diretto da Satyajit Ray.